# IC 2534
IC 2534 ist eine Linsenförmige Galaxie vom Hubble-Typ S0/a im Sternbild Antlia südlich der Himmelsäquators. Sie ist schätzungsweise 115 Millionen Lichtjahre von der Milchstraße entfernt und hat einen Durchmesser von etwa 35.000 Lichtjahren.
Im selben Himmelsareal befinden sich u. a. die Galaxien NGC 3087, IC 2532, IC 2536, IC 2538.
Das Objekt wurde im April 1900 von DeLisle Stewart  entdeckt.